# 下宮比町
下宮比町（日语：／ Shimo-miyabichō */?）是東京都新宿區的町名。已實施住居表示，不設丁番。2013年8月1日為止的人口有182人。郵遞區號為162-0822。

## 地理
位於新宿區東北部，鄰千代田區、文京區。東與文京區後樂二丁目之間以目白通為界，東南與千代田區飯田橋二丁目之間以飯田橋交差點為界，北接新小川町，南與揚場町之間以大久保通為界，西通津久戶町。町域內有飯田橋交差點，目白通、外堀通、大久保通在此交會。此外，大久保通也以此交差點為起點。東側是飯田橋站周邊區域，為商業區。

## 歷史

### 沿革
- 1872年（明治5年） 牛込宮比町分為牛込下宮比町、牛込上宮比町[1]。同年施行大區小區制，屬第三大區第五小區[1]。
- 1878年（明治11年）施行郡區町村編制法，屬牛込區[1]。
- 1911年（明治44年）去除牛込冠稱，改稱下宮比町[1]。
- 1947年（昭和22年）改屬新宿區[1]。
- 1988年（昭和63年）與近鄰五町實施住居表示，繼承舊町名。

### 地名由來
町名來自於宮比神社。宮比町內有高台與低地。「下」代表低地的意思。

## 設施
- 東京厚生年金醫院別館（本館在津久戶町）

## 備註
1. 1 2 3 4 5 6  『角川日本地名大辞典 13　東京都』、角川書店、1991年再版、P372,P874,P867
2. ↑  .   [2013-08-10]. （原始内容存档于2014-08-19）.

## 外部連結
- 新宿區役所（页面存档备份，存于）